# David Kahn
David Kahn (New York, 7 febbraio 1930 – Great Neck, 23 gennaio 2024) è stato uno storico, giornalista e saggista statunitense.
Si occupò soprattutto di crittologia e storia della crittologia.

## Biografia
Kahn nacque a New York, figlio di Jesse Kahn, un avvocato, e di Florence Abraham, direttrice di una vetreria. Sposò il 22 ottobre 1969 Susanne Fiedler, da cui ebbe due figli, Oliver e Michael. Soggiornò a lungo a Washington, a Parigi, a Friburgo in Brisgovia in Germania e Oxford, dove nel 1974 conseguì il dottorato in storia tedesca moderna alla Oxford University con Hugh Trevor-Roper.
Da ragazzo rimase incantato dalla lettura del libro di Fletcher Pratt Secret and Urgent, e da lì scaturì la sua passione per la crittografia, divenuta poi la sua occupazione principale. Dopo la laurea alla Bucknell University fu per alcuni anni reporter e redattore per Newsday. In quel periodo pubblicò per il New York Times Magazine un articolo sulla fuga in Russia di due dipendenti della National Security Agency (NSA), che poi lo spinsero a scrivere The Codebreakers. Negli anni sessanta, lavorò per due anni come redattore dell'International Herald Tribune a Parigi. Fra gli altri suoi impegni fu "scholar in residence" (accademico residente) presso la National Security Agency nel 1995. Lavorò come giornalista e come editorialista per Newsday fino al 1998 e insegnò giornalismo per alcuni anni all'Università di New York.
Membro della American Cryptogram Association e della New York Cipher Society, fu tra i fondatori della prestigiosa rivista Cryptologia. Donò la sua collezione di libri, articoli e oggetti relativi alla crittografia al National Cryptologic Museum di Fort Mead, Maryland.

## The Codebreakers
Il primo libro di Kahn fu The Codebreakers (1967), concordemente considerato il resoconto completo della storia della crittografia fin dagli inizi e registrato in tutte le bibliografie.
Nel 1961 Kahn, all'indomani dell'uscita del suo articolo sul New York Times Magazine, ottenne un contratto per scrivere un libro sulla crittologia. Cominciò a raccogliere materiale lavorandoci a tempo parziale per due anni, viaggiando per intervistare crittologi quali Luigi Sacco e Charles Eyraud, per poi lasciare il suo posto a Newsday per dedicarsi al libro a tempo pieno per altri due anni. Nel libro furono comprese anche informazioni riguardanti la NSA. Secondo quanto affermato nel 1982 nel libro The Puzzle Palace dello scrittore James Bamford, l'Agenzia tentò di bloccare la pubblicazione prendendo in considerazione varie linee di condotta, fra cui quella di mandare alla stampa una recensione negativa sul libro di Kahn, per screditarlo. Un apposito comitato dell'US Intelligence Board statunitense concluse che il libro avrebbe rappresentato un notevole vantaggio per i responsabili esteri della sicurezza delle comunicazioni (COMSEC), raccomandando per quanto possibile ulteriori azioni sotterranee, ma senza azioni legali, al fine di scoraggiare Kahn o i suoi possibili editori. Intanto l'editore di Kahn, Macmillan, consegnò il manoscritto alle autorità governative per un esame, senza il consenso di Kahn. Alla fine Kahn e Macmillan si accordarono per togliere dal manoscritto alcune pagine, in particolare quelle riguardanti le relazioni fra l'NSA e il suo omologo servizio del Regno Unito GCHQ.
The Codebreakers divenne quindi la migliore esposizione storica della crittografia dall'antico Egitto fino al momento della sua pubblicazione. William Crowell, ex vice direttore della National Security Agency osservò: “Prima dell'arrivo sulla scena di Kahn l'unica cosa da fare per comprendere la crittografia era comprare un libro didattico che di solito era troppo tecnico e banale”.
Vista la data della pubblicazione, non si poté includere nel libro la trattazione del resoconto della decifrazione della macchina tedesca Enigma, perché questo segreto fu divulgato solo negli anni settanta, come pure l'arrivo della crittografia di dominio pubblico, iniziata con l'invenzione della public key cryptography (PGP) e del Data Encryption Standard (DES) a metà degli anni settanta. Tutto questo venne aggiunto in una nuova edizione del libro nel 1996.
The Codebreakers fu uno dei finalisti del Premio Pulitzer (sezione saggistica) nel 1968.

## Pubblicazioni
Gli scritti di Kahn sulla crittologia e sull'intelligence politica, militare e delle comunicazioni sono numerosi. Le recensioni dei suoi libri sono altrettanto abbondanti in tutto il mondo. Si elencano qui solo i titoli principali dei suoi lavori.
- Plaintext in the New Unabridged: An Examination of the Definitions on Cryptology in “Webster's Third New International Dictionary“ (Crypto Press 1963)
- The Codebreakers, Macmillan 1967, 1974 (1164 pp.); nuova edizione della B & T 1996 (circa 1200 pp.); edizione tascabile ridotta, riveduta e corretta (Sphere Books 1973); tradotto in italiano in edizione ridotta come La Guerra dei Codici. La storia dei codici segreti (Mondadori 1969), pp. 680
- Cryptology Goes Public (Council on Foreign Relations 1979)
- On the Origin of Polyalphabetic Substitution (Isis March 1980)
- Codebreaking in World Wars I and II: The Major Successes and Failures, their Causes and their Effects (Cambridge University Press 1980)
- Kahn on Codes: Secrets of the New Cryptology (Macmillan 1984)
- Cryptology: Machines, History and Methods di Cipher Deavours e David Kahn (Artech House 1989)
- Seizing the Enigma: The Race to Break the German U-Boats Codes, 1939-1943 (Houghton Mifflin 1991)
- Hitler's Spies: German Military Intelligence in World War II (Da Capo Press 2000)
- The Reader of Gentlemen's Mail: Herbert O. Yardley and the Birth of American Codebreaking (Yale University Press 2004).